# Pyrola rotundifolia
Pyrola rotundifolia là một loài thực vật có hoa trong họ Thạch nam. Loài này được L. miêu tả khoa học đầu tiên năm 1753.

## Hình ảnh

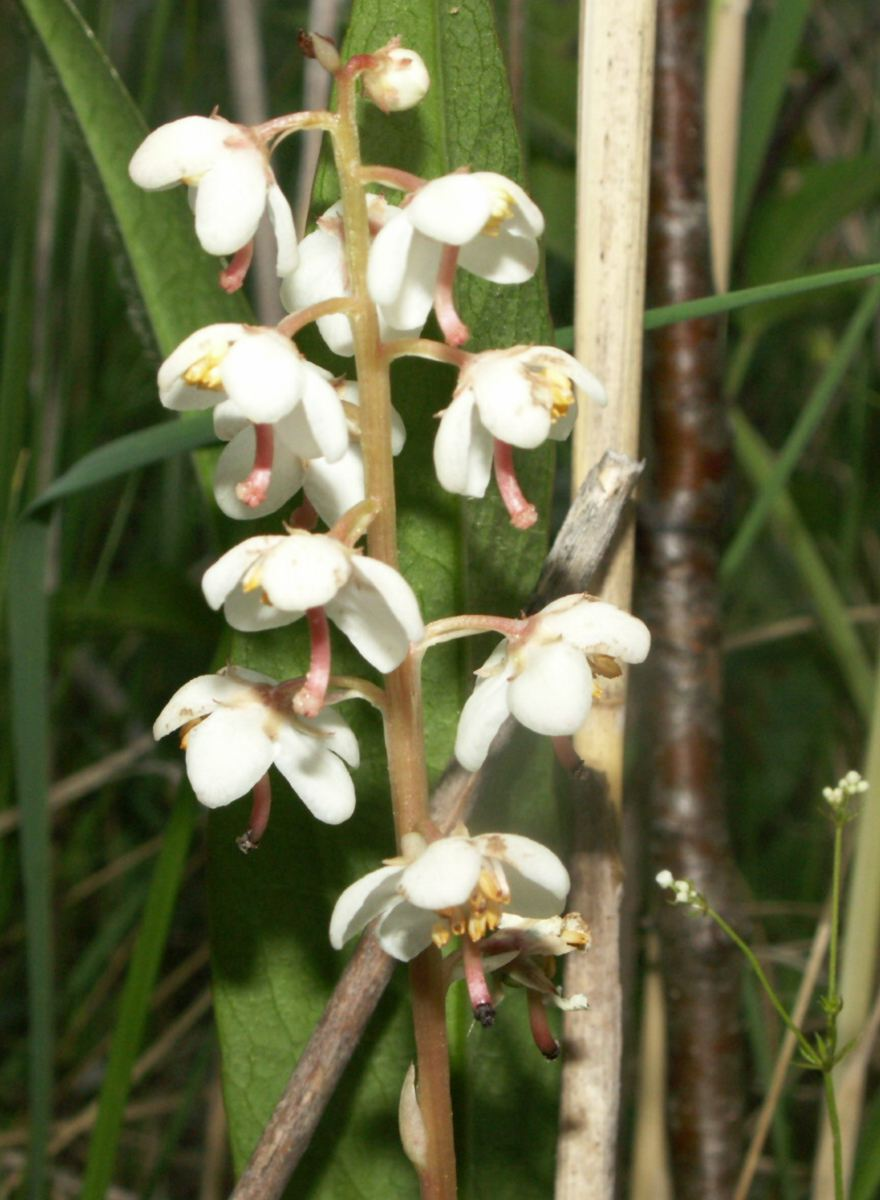
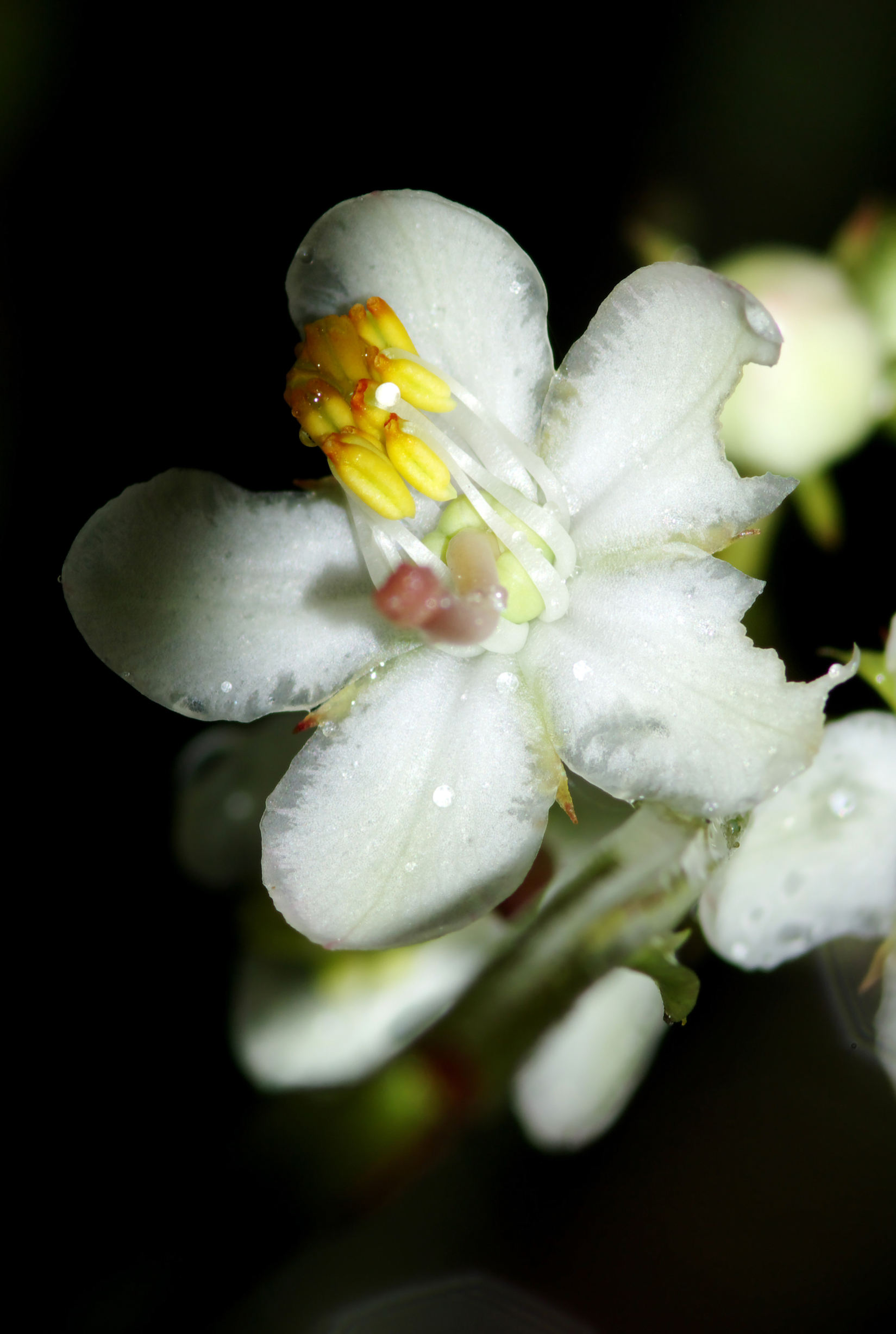
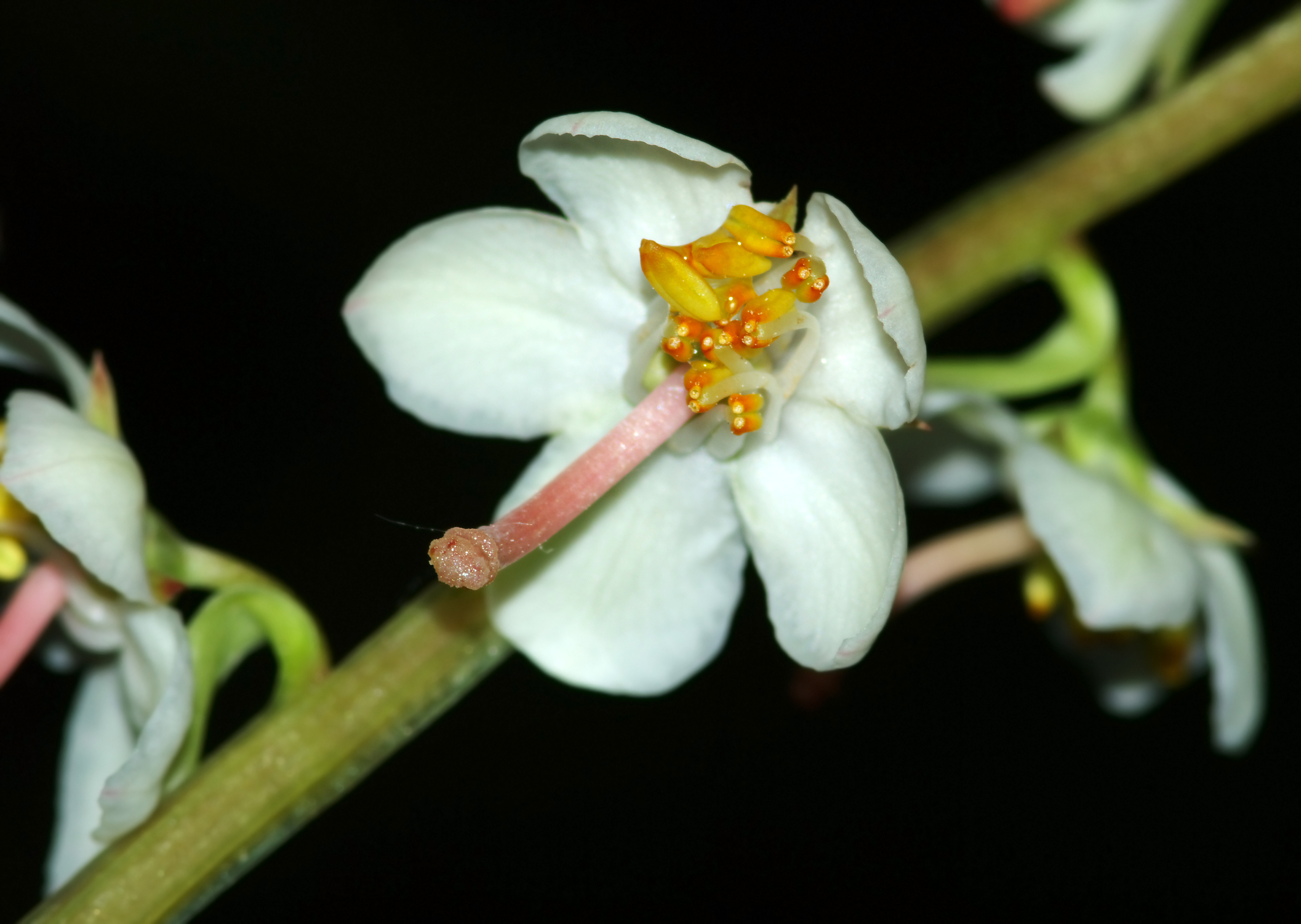
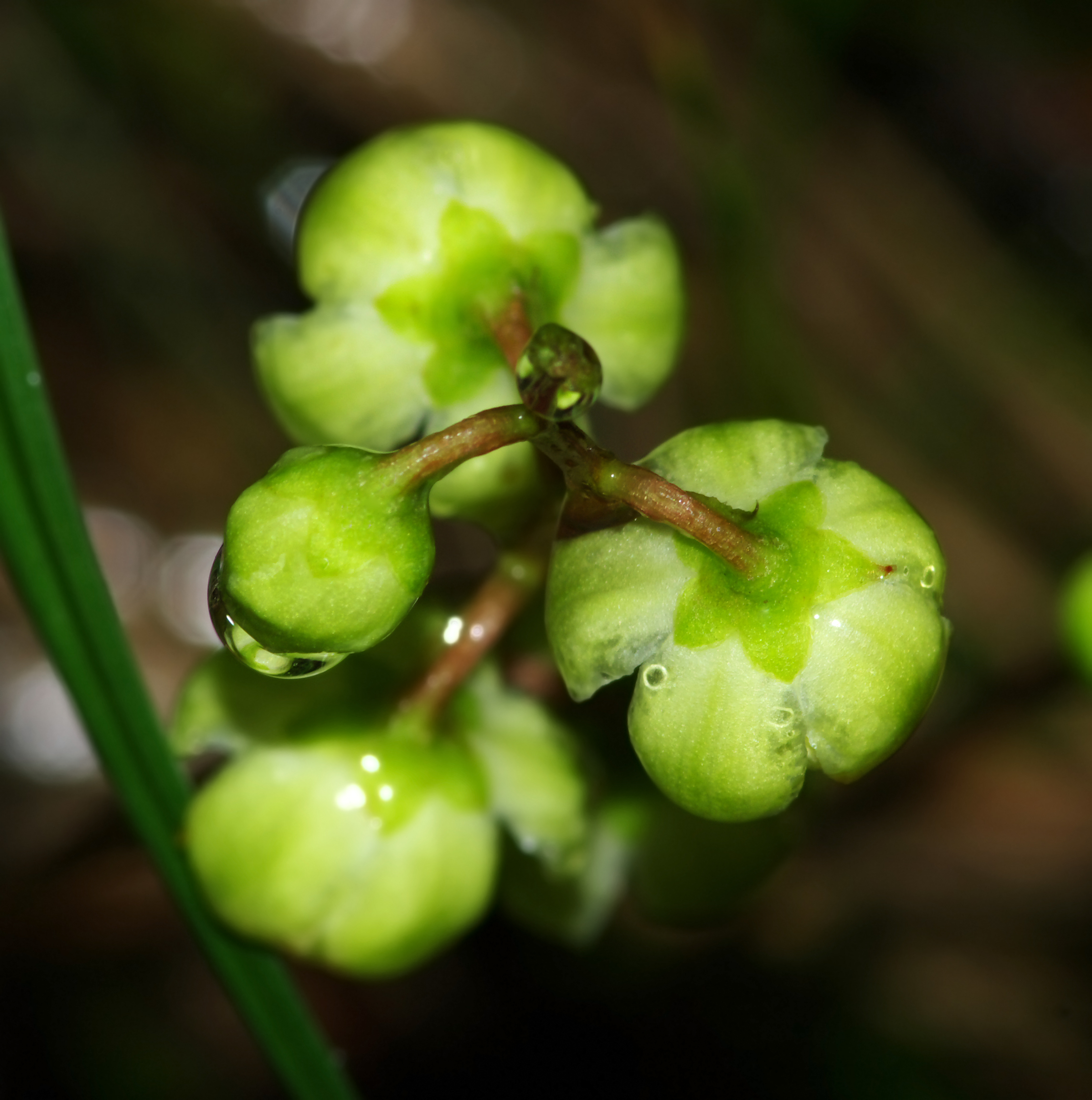